# Строганый лёд
Строганый лед (англ. shave ice, буквально бритый лёд) — десерт изо льда, политого различными фруктовыми сиропами. Десерт считается классическим на Гавайях. Завезён японскими иммигрантами.
В процессе приготовления данного десерта, блок льда в буквальном смысле строгается, в результате чего получается снегоподобная масса. За счет этого сироп, которым поливают данный десерт, проникает внутрь снега, а не остается на поверхности. Строганый лёд часто поливают сиропами из местных ингредиентов: гуава, ананас, кокос, маракуйя и манго. Кроме сиропов иногда десерт подают со сгущённым молоком и другими топингами.

## Какигори
Какигори (яп. かき氷) – японский десерт, дробленый лёд с добавлением сиропа.　

### Название
Слово какигори состоит из двух частей. "Каки" по всей видимости происходит от глагола  掻く - "скрести", "гори" записывается иероглифом  氷 - "лёд".

### История
История какигори восходит к периоду Хэйан. Упоминание этого десерта встречается в дзуйхицу "Записки у изголовья" фрейлины Сэй-Сёнагон и в дневнике "Мэйгэцуки" Фудзивара Тэйка. Из этих источников известно, что летом аристократы любили есть тонко-нарезанный ножом лёд, поданный со сладким сиропом .
В XIX веке какигори завоевал популярность у широких масс населения. Считается, что первый магазин, специализирующийся на какигори, открылся в Йокогаме в 1869 году.  Его ели в специальной стеклянной посуде корикоппу (яп. 氷コップ - "чаша для льда").
В современной Японии 25 июля празднуется День Какигори. Возможно, это связано с тем, что 25 июля 1933 в Японии была зафиксирована рекордно высокая температура.

### Описание
Традиционно какигори готовят с помощью специальной машины, нарезающей блоки льда. И хотя автоматизированное производство набирает популярность, до сих пор можно встретить уличных торговцев, делающих какигори традиционным способом. Используемый в какигори лёд часто закаляют, чтобы достичь идеальной кондиции для нарезания.
Какигори по консистенции отличается от сорбета и напоминает выпавший снег. Едят его почти всегда ложкой.
Популярные сиропы для какигори: клубника, вишня, лимон, зеленый чай маття, виноград, дыня, «Голубые Гавайи», сладкая слива умэбоси и бесцветный сладкий сироп. Некоторые магазины предлагают необычные вкусы, которые можно комбинировать. Чтобы подсластить какигори, сверху часто добавляют сгущенное молоко и фрукты.
Какигори можно найти не только в уличных киосках на фестивалях, но также в магазинах и специализированных кафе. Отличительным знаком таких заведений служит вывеска с иероглифом 氷 – лёд. Какигори часто готовят и дома. В жаркие летние месяцы какигори продается по всей Японии. Особенно популярен он на летних фестивалях мацури и ярмарках.

### Особые виды какигори
Сирокума (яп. 白熊) - это разновидность какигори, украшенная маленькими разноцветными моти, фруктами и сладкой бобовой пастой анко. Сверху часто добавляют мандарины, апельсины, вишни, ананасы и изюм.
Этот десерт был популярен в Кагосима еще во времена Эдо.
Сирокума буквально означает «белый медведь». Существует несколько версий происхождения этого названия.
Согласно одной из них, в кофейне Мудзаки в Кагосима начали продавать необычный какигори со сгущенным сиропом, сансёку кантэн (разноцветный агар), бобами адзуки и фруктами. И при взгляде сверху этот лёд напоминал белого медведя.
В Кагосима встречается и другая версия какигори, с сиропом из темно-коричневого нерафинированного сахара, кофе или карамели. Он называется курокума (яп. 黒熊)– «черный медведь».
В некоторых кофейнях можно встретить схожую версию с сиропом манго - кигума (яп. きぐま) какигори.
Эти виды какигори можно найти не только в Кагосима, но и в универсальных магазинах по всей Японии.
Удзикинтоки (яп. 宇治金時) – вид какигори с добавлением сиропа из зеленого чая, сладкой бобовой пасты адзуки, моти и мороженого из маття.
Удзикинтоки назван в честь небольшого города Удзи в префектуре Киото, известного своим зеленым чаем и героем Сантака Кинтоки или Кинтаро. "Кинтоки" также называют пасту из красных бобов адзуки. Это связано с тем, что Кинтаро на гравюрах часто изображен с красной кожей.
Якигори (яп. 焼き氷) – вид какигори, который заливают ликером или бренди и потом поджигают. Иногда добавляют сверху карамельный сироп, мороженое, клубнику или ананас.
Цурукамэдо Дзэндзай (яп. 鶴亀堂ぜんざい) – этот вид какигори можно найти на Окинаве. Его отличительная особенность – сироп из батата.
Акафуку Гори (яп. 赤福氷) – впервые появился в префектуре Миэ, какигори с бобами адзуки и сиропом маття.